# Proagonistes praedo
Proagonistes praedo är en tvåvingeart som beskrevs av Austen 1909. Proagonistes praedo ingår i släktet Proagonistes och familjen rovflugor. Inga underarter finns listade i Catalogue of Life.